# Ojotsk
Ojotsk (en ruso: Охотск) es un asentamiento de tipo urbano en Rusia, centro administrativo y fabril del raión de Ojotsk en el krai de Jabárovsk. Está situado en la desembocadura del río Ojota en el mar de Ojotsk.

## Historia
Ojotsk fue la primera ciudad y uno de los más antiguos asentamientos rusos en el Extremo Oriente ruso. En 1647 los cosacos fundaron un asentamiento (зимовье), y en 1649 construyeron una fortaleza (острог).
En 1716 Kuzmá Sokolov construyó en Ojotsk el primer barco, llegando por mar a Kamchatka, así Ojotsk se convirtió en un puerto. Esta ruta llegó a ser popular entre navegantes rusos. Una ciudad permanente y el puerto fueron fundados por António Manuel de Vieira (en ruso: Антон Мануилович Девиер, Antón Manuílovich Devier) en 1731.
Fue junto con Ayán, uno de los últimos reductos del ejército Blanco en la guerra civil rusa. Siendo ocupada por el ejército Rojo en junio de 1923.
Durante la época soviética se desarrollaron las infraestructuras e instalaciones portuarias, se fundó una empresa para el tratamiento de pescado y un astillero de reparación de buques, que funcionaron hasta finales de la década de 1980. Luego disminuyó la producción en Ojotsk. La empresa para el tratamiento de pescado empezó a funcionar por estaciones, el astillero cerró y el puerto perdió en importancia.
Este empeoramiento de la situación económica de la ciudad influyó en el número de habitantes, que pasó de 9298 (año 1989) a 5400 (año 2005).

## Clima
| Parámetros climáticos promedio de Ojotsk (1991 a 2020) | Parámetros climáticos promedio de Ojotsk (1991 a 2020) | Parámetros climáticos promedio de Ojotsk (1991 a 2020) | Parámetros climáticos promedio de Ojotsk (1991 a 2020) | Parámetros climáticos promedio de Ojotsk (1991 a 2020) | Parámetros climáticos promedio de Ojotsk (1991 a 2020) | Parámetros climáticos promedio de Ojotsk (1991 a 2020) | Parámetros climáticos promedio de Ojotsk (1991 a 2020) | Parámetros climáticos promedio de Ojotsk (1991 a 2020) | Parámetros climáticos promedio de Ojotsk (1991 a 2020) | Parámetros climáticos promedio de Ojotsk (1991 a 2020) | Parámetros climáticos promedio de Ojotsk (1991 a 2020) | Parámetros climáticos promedio de Ojotsk (1991 a 2020) | Parámetros climáticos promedio de Ojotsk (1991 a 2020) |
| Mes                                                    | Ene.                                                   | Feb.                                                   | Mar.                                                   | Abr.                                                   | May.                                                   | Jun.                                                   | Jul.                                                   | Ago.                                                   | Sep.                                                   | Oct.                                                   | Nov.                                                   | Dic.                                                   | Anual                                                  |
| ------------------------------------------------------ | ------------------------------------------------------ | ------------------------------------------------------ | ------------------------------------------------------ | ------------------------------------------------------ | ------------------------------------------------------ | ------------------------------------------------------ | ------------------------------------------------------ | ------------------------------------------------------ | ------------------------------------------------------ | ------------------------------------------------------ | ------------------------------------------------------ | ------------------------------------------------------ | ------------------------------------------------------ |
| Temp. máx. abs. (°C)                                   | 5.5                                                    | 2.0                                                    | 6.4                                                    | 16.0                                                   | 26.2                                                   | 31.3                                                   | 31.0                                                   | 32.1                                                   | 24.8                                                   | 15.7                                                   | 6.2                                                    | 2.8                                                    | 32.1                                                   |
| Temp. máx. media (°C)                                  | -16.8                                                  | -14.2                                                  | -6.3                                                   | 0.4                                                    | 6.2                                                    | 11.4                                                   | 15.7                                                   | 17.1                                                   | 12.9                                                   | 2.7                                                    | -9.7                                                   | -16.4                                                  | 0.3                                                    |
| Temp. media (°C)                                       | -19.9                                                  | -18.5                                                  | -12.1                                                  | -3.8                                                   | 2.6                                                    | 8.1                                                    | 12.9                                                   | 13.7                                                   | 8.9                                                    | -1.2                                                   | -12.7                                                  | -19.0                                                  | -3.4                                                   |
| Temp. mín. media (°C)                                  | -22.7                                                  | -22.2                                                  | -17.6                                                  | -8.2                                                   | -0.2                                                   | 5.7                                                    | 10.6                                                   | 10.6                                                   | 4.9                                                    | -4.6                                                   | -15.3                                                  | -21.4                                                  | -6.7                                                   |
| Temp. mín. abs. (°C)                                   | -41.3                                                  | -45.7                                                  | -36.9                                                  | -29.2                                                  | -16.0                                                  | -2.6                                                   | 1.7                                                    | -0.1                                                   | -6.6                                                   | -27.5                                                  | -37.4                                                  | -37.7                                                  | -45.7                                                  |
| Precipitación total (mm)                               | 15                                                     | 7                                                      | 16                                                     | 24                                                     | 40                                                     | 55                                                     | 85                                                     | 94                                                     | 92                                                     | 66                                                     | 32                                                     | 14                                                     | 540                                                    |
| Nevadas (cm)                                           | 24                                                     | 27                                                     | 29                                                     | 20                                                     | 2                                                      | 0                                                      | 0                                                      | 0                                                      | 0                                                      | 4                                                      | 14                                                     | 21                                                     | 141                                                    |
| Días de lluvias (≥ 1 mm)                               | 0.1                                                    | 0.2                                                    | 0.3                                                    | 2                                                      | 11                                                     | 16                                                     | 18                                                     | 15                                                     | 16                                                     | 7                                                      | 1                                                      | 0.2                                                    | 86.8                                                   |
| Días de nevadas (≥ 1 mm)                               | 9                                                      | 9                                                      | 11                                                     | 13                                                     | 10                                                     | 0.4                                                    | 0                                                      | 0                                                      | 0.3                                                    | 9                                                      | 11                                                     | 8                                                      | 80.7                                                   |
| Horas de sol                                           | 86.8                                                   | 146.9                                                  | 241.8                                                  | 231.0                                                  | 195.3                                                  | 201.0                                                  | 179.8                                                  | 182.9                                                  | 171.0                                                  | 158.1                                                  | 108.0                                                  | 52.7                                                   | 1955.3                                                 |
| Humedad relativa (%)                                   | 63                                                     | 63                                                     | 68                                                     | 77                                                     | 84                                                     | 88                                                     | 89                                                     | 86                                                     | 80                                                     | 70                                                     | 66                                                     | 63                                                     | 74.8                                                   |
| Fuente n.º 1: Погода и Климат                          |                                                        |                                                        |                                                        |                                                        |                                                        |                                                        |                                                        |                                                        |                                                        |                                                        |                                                        |                                                        |                                                        |
| Fuente n.º 2: HKO                                      |                                                        |                                                        |                                                        |                                                        |                                                        |                                                        |                                                        |                                                        |                                                        |                                                        |                                                        |                                                        |                                                        |

## Galería

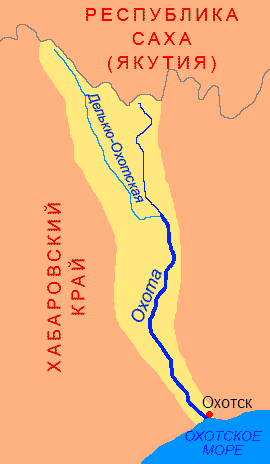
Ojotsk (Охотск) en mapa del río Ojota
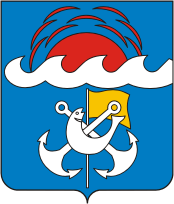
Escudo, 1976
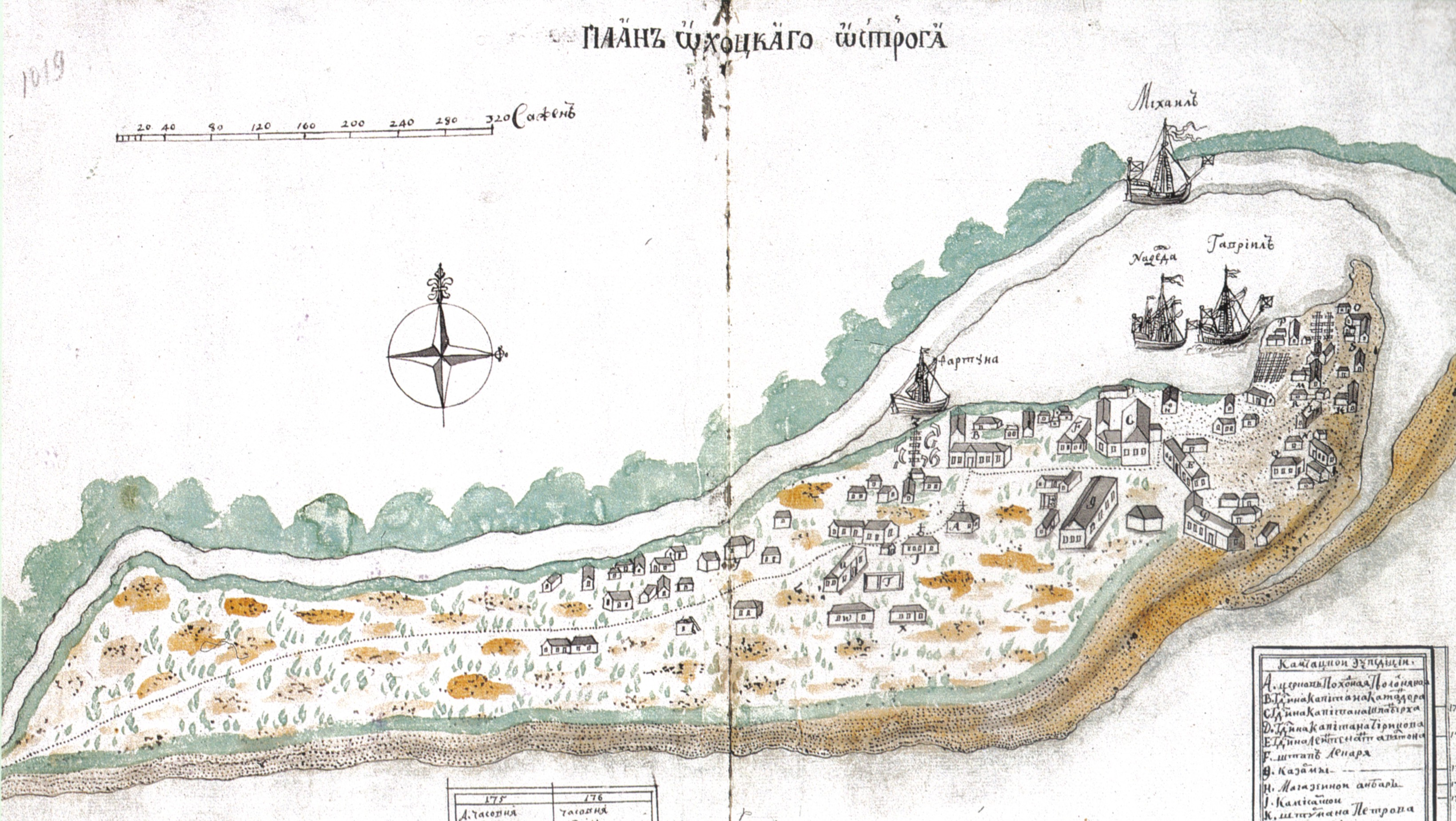
Mapa de la Fortaleza de Ojotsk, 1737